# Winthrop (Massachusetts)
Winthrop é uma cidade localizada no condado de Suffolk no estado estadounidense de Massachusetts. No Censo de 2010 tinha uma população de 17.497 habitantes e uma densidade populacional de 812,07 pessoas por km².

## Geografia
Winthrop encontra-se localizada nas coordenadas 42° 22′ 32″ N, 70° 58′ 14″ O. Segundo a Departamento do Censo dos Estados Unidos, Winthrop tem uma superfície total de 21.55 km², da qual 5.12 km² correspondem a terra firme e (76.26%) 16.43 km² é água.

## Demografia
Segundo o censo de 2010, tinha 17.497 pessoas residindo em Winthrop. A densidade populacional era de 812,07 hab./km². Dos 17.497 habitantes, Winthrop estava composto pelo 91.76% brancos, o 2.01% eram afroamericanos, o 0.17% eram amerindios, o 1.21% eram asiáticos, o 0.04% eram insulares do Pacífico, o 2.91% eram de outras raças e o 1.9% pertenciam a duas ou mais raças. Do total da população o 6.09% eram hispanos ou latinos de qualquer raça.